# 歴史的町名
歴史的町名（れきしてきちょうめい）とは、歴史的遺産として保存するために、江戸時代末期の歴史的集落における町名を調査し保存した町名のこと。
調査の成果は歴史的町名として石柱に刻まれ、該当する地域内に石碑が立てられている。

## 概要
古くから使われていた由緒ある名称を、次の世代に残す為に始められた取り組み。これらの歴史的町名はもとは江戸時代末期の物だったが、第二次世界大戦後の区画整理などで町名の変更が相次いだ。しかし町名が変更された後も、これらの町名は商店の名前などで使われ続け、人々の間で根強く浸透し続けた。これらの事もあり、「古くからの町名を保存してはもらえないだろうか」という意見が相次ぎ、歴史的町名を保存する作業が始まった。
江戸時代に城下町・宿場町だった石川県金沢市、神奈川県小田原市がこの取り組みの代表的な市だが、長野県上田市や宮城県仙台市、東京都などでも、この取り組みが検討されている。

## 風景

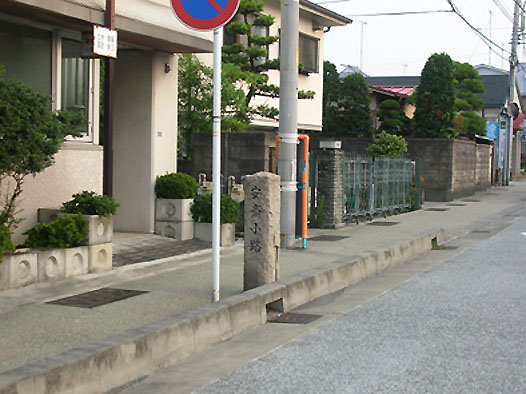
安斎小路（あんざいこうじ）小田原市本町4丁目と南町2丁目の境
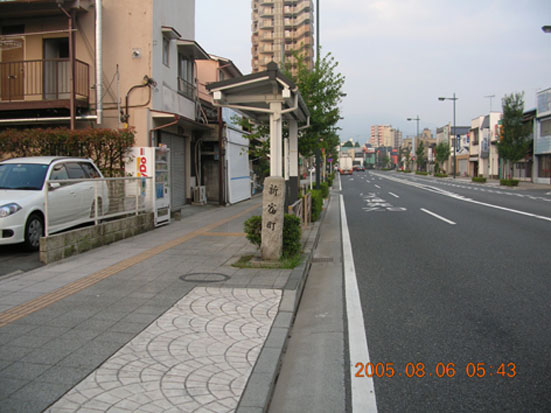
新宿町（しんしくちょう）小田原市浜町4丁目付近
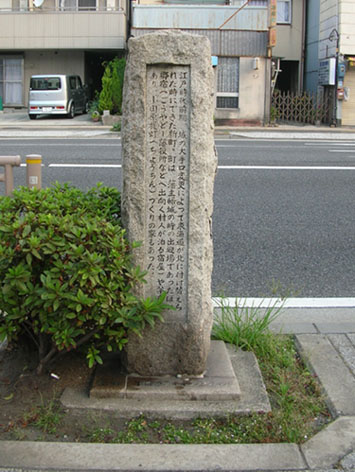
新宿町側面
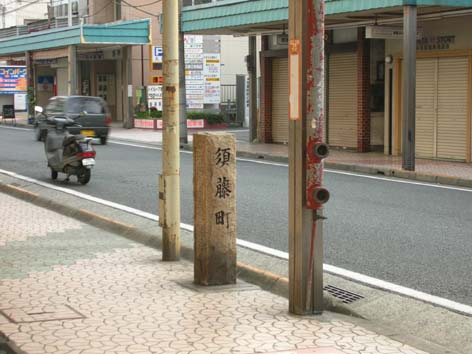
須藤町（すとうちょう）小田原市栄町2丁目
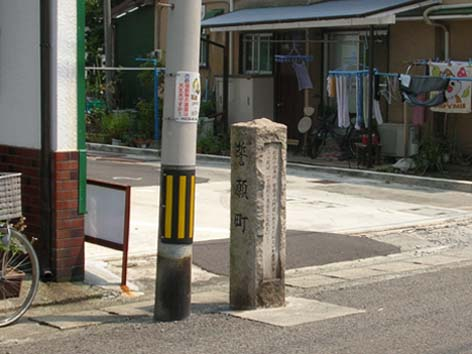
誓願町（せいがんちょう）小田原市浜町1丁目
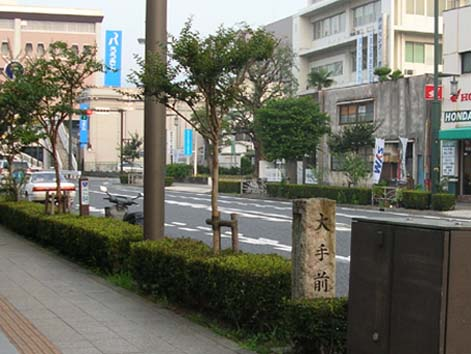
大手前（おおてまえ）小田原市本町2丁目
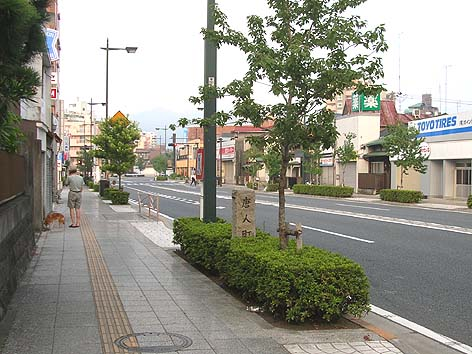
唐人町（とうじんちょう）小田原市浜町付近国道1号沿い
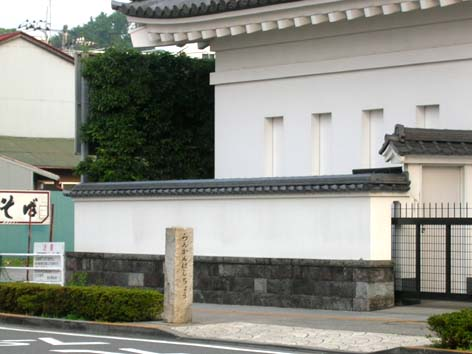
欄干橋町（らんかんばしちょう）小田原市本町付近国道1号沿い
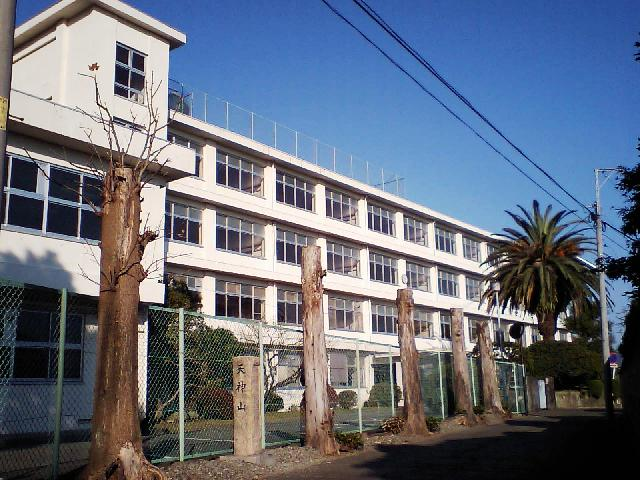
天神山（てんじんやま）小田原市南町1丁目・背景は神奈川県立小田原城内高等学校